# Paul Misraki
Paul Misraki, właściwie Paul Misrachi (ur. 28 stycznia 1908 w Stambule, zm. 29 października 1998 w Paryżu) – francuski kompozytor, znany z muzyki filmowej.

## Muzyka filmowa
- 1949: Wszystkie drogi prowadzą do Rzymu (Tous les chemins menent a Rome)
- 1952: Długie zęby (Dents longues, Les)
- 1952: Chwila prawdy (Minute de vérité, La)
- 1952: Jedziemy do Monte Carlo (Nous irons à Monte Carlo)
- 1953: Odrodzeni (Les Orgueilleux)
- 1954: Królowa Margot (La Reine Margot)
- 1954: Ali-Baba i 40 rozbójników (Al-Bba et les quarante voleurs)
- 1955: Oaza (Oasis)
- 1955: Pan Arkadin (Mr. Arkadin)
- 1955: Jak bezpańskie psy (Chiens perdus sans collier)
- 1956: Damski krawiec (Le Couturier de ces dames)
- 1956: Przygoda komiwojażera (Sous le ciel de Provence)
- 1956: Stokrotka (En Effeuillant la marguerite)
- 1956: I Bóg stworzył kobietę (Et Dieu... créa la femme)
- 1956: Śmierć w ogrodzie (Mort en ce Jardin, La)
- 1956: Decyzja (Meilleure part, La)
- 1957: Pieszo, konno i wozem (À pied, à cheval et en voiture)
- 1958: Maigret zastawia pułapkę (Maigret tend un piège)
- 1958: Montparnasse 19
- 1959: Droga młodości (Chemin des écoliers, Le)
- 1959: Gorączka w El Pao (Fièvre monte à El Pao, La)
- 1959: Na dwa spusty (Double Tour, A)
- 1959: Kuzyni (Cousins, Les)
- 1959: Słaba płeć (Faibles femmes)
- 1960: Francuzka i miłość (Française et l'amour, La)
- 1960: Kobietki (Les Bonnes Femmes)
- 1962: Dla pań po prostu Lemmy (Lemmy pour les dames)
- 1965: Arcylokaj (Majordome, Le)
- 1965: Alphaville (Alphaville, une étrange aventure de Lemmy Caution)
- 1972: Zbrodnia jest zbrodnią (Un meurtre est un meurtre)